# Paulo Obradović
Paulo Obradović, född 9 mars 1986 i Dubrovnik, är en kroatisk vattenpolospelare. Han ingick i Kroatiens landslag vid olympiska sommarspelen 2012 och 2020.
Obradović tog OS-guld i herrarnas vattenpoloturnering i London. Hans målsaldo i turneringen var fem mål. EM-guld blev det 2010 på hemmaplan i Zagreb.